# Golf (sport)
Golful este un joc sportiv în aer liber, în care competitorii folosind mai multe tipuri de crose, lovesc mingile și încearcă să le introducă, pe rând, în găurile unui teren de golf, din cât mai puține lovituri.
Acest sport se poate practica de la vârstele cele mai mici până la cele mai înaintate. O rundă standard de golf implică parcurgerea pe jos a unei distanțe de circa 10–15 km, uneori mai mult.
Regulamentul acestui sport nu impune un teren de joc standardizat. Dimpotrivă, jocul se desfășoară pe trasee de golf, fiecare având o formă particulară, conform reliefului pe care este construit. Un detaliu comun este faptul că aceste trasee au în general între 9 și 18 găuri. La nivel de concurs se joacă 18 trasee/cupe (golf courses în limba engleză).
Reglementarea jocului de golf este atribuția "The R&A". Cele două organisme conlucrează, iar reglementările lor nu se contrazic ci țin doar de specificitatea jocului din diverse regiuni. În plus, pe fiecare teren sunt impuse reguli locale (Local Rules) care sunt aplicabile doar pe terenul respectiv, fiind elaborate în funcție de particularitățile terenului, starea acestuia și afluxul de jucători. Nu există limitări legate de condițiile sau starea terenului, singura condiție fiind existența luminii diurne, terenurile dotate cu nocturnă fiind foarte rare - având în vedere suprafața foarte mare pe care o ocupă (între 33 și 100 hectare, uzual 70 hectare). Există limitări meteorologice, în sensul că jocul se intrerupe dacă: există pericol de descărcări electrice, rafale de vânt care fac jocul impredictibil, ploaie torențială sau acumulari de apă pe green-uri, zăpadă și înghet.
Pe terenul de golf nu se face antrenament, ci este exclusiv destinat jocului. Pentru antrenament și instructaj sunt amenajate facilități de "driving range". Acestea sunt formate din standuri și terenul de aterizare a mingilor. Dimensiunile uzuale ale traseelor/cupelor sunt 300 x 100 m și pe acesta pot exista ținte (targets). Pentru putting sunt amenajate " putting greens " cu mai multe trasee/cupe, uzual 9. Pentru jocul scurt există " chipping area " care include o zonă de " green ", zona de " fairway " și unul (sau mai multe) " bunker(s) ", nu întotdeauna umplut(e) cu nisip. Un teren de golf are amenajat și un " driving range " pentru antrenament, dar aceste "driving ranges" pot exista și în afara terenurilor de golf și sunt de obicei amplasate mai aproape de zonele urbane, exclusiv pentru antrenament.

## Cum se joacă

Fiecare rundă presupune jucarea unui număr de găuri într-o anumită ordine pe un teren de golf (golf course). În mod tradițional sunt 18 găuri, dar pe un teren de golf de 9 găuri ele pot fi parcurse de două ori. Oricum, la nivel de concursuri, doar golf courses pe care se pot juca 18 cupe (găuri) sunt luate în considerare. De exemplu 1x18=18, 2x9=18, 2x8+2=18, 2x6+6=18 samd.
Un alt criteriu specific fiecărui teren este Par-ul. Par-ul unui teren de golf este suma par-urilor fiecărei găuri. Par-ul găurii este numarul de lovituri necesare pentru a ajunge in green (green in regulation) si doua puts care sunt considerate normale. Astfel avem Par 3 când e suficientă o lovitură pentru a ajunge în green plus cele doua puts - lungimea gaurii fiind sub 200m -, avem Par 4 când distanța ne impune două lovituri pentru a intra în green plus cele două puts - lungimea gaurii fiind intre 220 si 400m - și avem Par 5 când lungimea găurii impune trei lovituri pentru green-in-regulation plus cele două puts unde lungimea gaurii e mai mare de 420m. Uzual numărul de Par 3 și cele de Par 5 sunt egale și astfel avem un par mediu pe gaură de 4. Par-ul terenului în acest caz este 18x4=72. Când numărul de Par 3 și cel de Par 5 diferă intre ele Par-ul terenului poate fi mai mic de 72 sau mai mare, după caz. Competițiile se țin de regulă pe terenuri cu Par mai mare de 70 dar nu mai mult de Par 73. Suma lungimilor găurii se numeste Course Length și reprezintă un criteriu de comparație între diferitele terenuri. Este usor de presupus că un teren mai lung este mai dificil decât unul mai scurt, desi nu este singurul criteriu acesta ramane cel principal. Pentru compatibilizarea rezultatelor de pe terenurile mai dificile cu cele de pe terenuri mai ușoare s-a introdus USGA Course Rating si Slope - sistem care oferă în plus lovituri fata de HCP dacă terenul e mai dificil și invers dacă terenul e mai ușor.
Pentru a juca o minge la o gaură, se începe așezând mingea în zona de start (tee area, tee box sau tee ground), și lovirea ei cu o crosă. Când prima lovitură trebuie să fie lungă, se obișnuiește ca mingea să fie așezată pe un suport (tee) pentru o mai bună lovitură. Un tee este folosit pentru a ridica mingea cu câțiva centimetri deasupra solului. Când lovitura inițială este de distanță mare, acesta este de obicei numită "drive". Jucătorul lovește apoi mingea de câte ori este necesar cu diferite crose până o aduce în green , de unde aceasta este introdusă în gaură cu ajutorul putter-ului. Gaura sau Cupa este marcată cu un steag (flag) pentru a putea fi văzută de la distanță. Regulile jocului de golf nu permit atingerea sau reașezarea mingii în afara tee-ului decât în cazuri speciale prevăzute în regulament. În cursul jocului, jucătorii pot merge, sau pot conduce mașinuțe speciale de golf (numite buggy sau golf cart) acolo unde este permis și sunt disponibile. Jocul se poate desfășura fie de unul singur, fie în grupuri (flights). Jucătorii profesionisti pot fi însoțiți de "caddies" (persoane care se ocupă cu transportul echipamentului jucătorilor, fiind și singurii care pot oferi sfaturi jucătorului în timpul rundei). Un jucător nu poate avea mai mult de un caddie în același timp.
O caracteristică specială a jocului de golf este că jucătorul nu joacă împotriva unui adversar care trebuie învins. Concurenții și colegii de "flight" nu pot interveni sau influența performanța jucătorului. Acesta joacă exclusiv cu mingea lui, cu crosele sale. În jocul de golf jucătorul ține cont exclusiv de terenul pe care joacă, condițiile meteo, de propriile abilități și limite. Pentru a nu influența jocul celorlalți jucători, există reguli legate de etichetă, ținută și conduită.

## Echipamentul de joc
Pentru lovirea mingii se folosesc crosele de golf (clubs). Crosele sunt formate din tijă (shaft) - în trecut din lemn, iar azi din metal sau fibra de carbon -, mâner (grip) la un capăt și cap (head) la celălalt capăt. Crosele sunt mai "lungi" sau mai "scurte" în funcție de distanța la care se dorește a trimite mingea. Un "driver" este crosa cea mai "lungă" și cu capul cel mai mare. Urmează crosele tip wood, ceva mai "scurte" însă având de asemenea un cap voluminos și folosite pentru lovituri de distanță mare. Următoarele ca distanță sunt crosele tip iron, care sunt destul de numeroase, și folosite pentru diferite tipuri de lovituri. Wedges sunt asemănătoare cu irons, dar mai agresive ca înclinare, fiind utile în jocul scurt (approach). Crosele hibride îmbină caracteristicile wood și iron și tind să fie folosite din ce în ce mai frecvent, întrucât sunt mai ușor de folosit, față de echivalențele lor în irons, în special de către amatori. Crosele de tip putter sunt folosite de jucători pe green, oferind precizia necesară pentru a rula mingea spre gaură. Pe parcursul unei runde, un jucător are voie să transporte maxim 14 crose la un moment dat, alegerea acestora fiind la discreția jucătorului. De asemenea jucătorul este liber să joace mingea cu orice crosă crede de cuviință, funcție de modul în care se află mingea (lie) și distanța dorită.
Mingile sunt sferice, de obicei albe, și acoperite în întregime cu gropițe (dimples), care îi permit mingii să zboare o distanță mai mare sau să adopte o traiectorie anume în zbor.
Ca în orice sport, echipamentele sunt de mare importanță. Există o mulțime de echipamente ieftine - bune pentru inițiere și începători - și echipamente de performanță, care beneficiază de tehnologii înalte și materiale speciale. Inclusiv mingile utilizate sunt de categorii foarte diferite de la cea mai simplă, dintr-o singură bucată utilizate doar pentru antrenament, la mingi cu 2, 3, 4 sau 5 straturi. Echipamentele care pot fi folosite în golf sunt supuse reglementărilor R&A și USGA și sunt atent monitorizate.

## Golful la nivel de amatori
Golful este un sport foarte popular în lume. În SUA, Marea Britanie, Irlanda, Austria, Australia, Africa de Sud, Coreea și Japonia procente semnificative ale populației practică golful. Golful se practică din ce în ce mai mult în Europa inclusiv cea de Est și în Asia. Există un mare număr de cluburi și terenuri publice care oferă condiții excelente pentru golf. Pentru a practica golful competițional de amatori, jucătorul trebuie să fie membru al unui club de golf (home club). Statutul jucătorului amator este bine definit, permite intrarea jucătorilor în competițiile destinate acestora în baza unui sistem de evaluare care favorizează jucătorul mai slab - numit handicap (HCP). Astfel jucătorii de nivel diferit pot juca cu șanse egale pentru trofeu. Clubul prin comisia de administrare a handicapului ține evidența scorurilor fiecărui jucător și ajustează handicapul acestuia conform cerințelor EGA ( în Europa ). Același statut al amatorului, nu permite primirea premiilor în bani ci doar în produse și trofee a căror valoare să nu depășească suma de 500 EUR.
O altă componentă a golfului amator este turismul. O mare diversitate de destinații turistice includ golful în oferta de agrement. Destinații renumite îmbină zone de litoral cu golful, dar și multe zone lipsite de atracții naturale (mare, munte) au făcut din golf o atracție turistică.

## Golful profesionist
Cei mai mulți dintre cei care obțin venituri din acest sport lucrează la un club, sau sunt profesori de golf, participă doar la competiții locale. O mică parte din elita profesioniștilor își pot permite să participe, ca ocupație permanentă, la competiții internaționale de golf.
Turneele de golf sunt organizate de [PGA] sau alte organizații independente, responsabile în a găsi sponsori, a defini regulile specifice fiecarul turneu, și a asigura în general o bună desfășurare. În general aceste turnee au "membri" cu drept de participare, dar de asemenea sunt invitate și persoane nemembre. O categorie aparte sunt însă turneele de tip Open la care pot participa profesioniști dar și amatori - în urma unor turnee de calificare.
Cel mai cunoscut organizator de competiții este PGA Tour din Statele Unite. European Tour este organizat de țările europene, la care au aderat și țări de pe alte continente. Competițiile cele mai puternice sunt cele patru Majors: Mens Golf Major Championships
- Masters Tournament - desfășurat la Augusta National Golf Club, Georgia, SUA - în sistem invitațional
- U.S. Open Championship - organizat de USGA în diferite locații din SUA
- The Open Championship ( fost British Open ) - organizat de The R&A (The Royal and Ancient Golf Club of St. Andrews, Scoția)
- PGA Championship - organizat în Statele Unite ale Americii de PGA of America (USPGA), în al patrulea weekend după The British Open

Câștigătorul a acestor patru turnee majore în același an se spune că a realizat Grand Slam. Bobby Jones a realizat Grand Slam ca amator în perioada în care erau doar trei turnee majore - el însuși contribuind apoi la înființarea turneului Masters și a terenului de la Augusta National care a devenit al patrulea major.
Ryder Cup Ryder Cup este o competiție pe echipe - fără premii, doar pentru trofeu și glorie sportivă - între jucătorii americani și cei europeni, se desfășoară o dată la 2 ani alternativ în SUA și Europa. În cadrul Ryder Cup este posibilă egalitatea între cele două echipe. În acest caz trofeul rămâne în posesia deținătorului. Echivalentul Ryder Cup în golful feminin este Solheim Cup, organizat în onoarea lui Karsten Solheim ( fondatorul PING ) și are loc în același format, la intervale de doi ani, atlernativ cu Ryder Cup.
Sistemul de clasificare mondial al jucătorilor de golf este World Golf Rankings, vezi: Official Golf Rankings . Acest sistem alocă puncte pentru fiecare performanță obținută de către fiecare jucător. Pentru turnee mai puternice se alocă mai multe puncte. Acestor puncte li se aplică un sistem de corecție astfel încât punctele obținute în prezent se depreciază până la zero în decurs de trei ani. Astfel ponderea cea mai mare o au rezultatele de dată recentă la care se adaugă cele din trecut în funcție de timpul scurs de la obținerea lor.
Golful a făcut parte din programul oficial al Jocurilor Olimpice din 1900 și 1904. La sesiunea Comitetului Olimpic Internațional de la Copenhaga, din octombrie 2009, s-a decis ca acest sport să fie reintrodus ca sport olimpic începând cu Olimpiada de vară din 2016.